# Udubidae
Famille
Les Udubidae sont une famille d'araignées aranéomorphes.

## Distribution

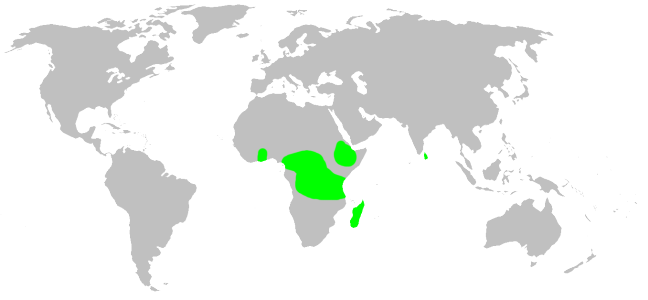
Distribution

Les espèces de cette famille se rencontrent en Afrique subsaharienne et au Sri Lanka.

## Paléontologie
Cette famille n'est pas connue à l'état fossile.

## Liste des genres
Selon World Spider Catalog (version 25.5, 03/11/2024) :
- Campostichomma Karsch, 1892
- Raecius Simon, 1892
- Tabiboka Henrard, Griswold & Jocqué, 2024
- Uduba Simon, 1880
- Zorascar Henrard, Griswold & Jocqué, 2024
- Zorodictyna Strand, 1907

## Systématique et taxinomie
Cette famille a été décrite par Griswold et Polotow en 2015.
Cette famille rassemble 57 espèces dans six genres.

## Publication originale
- Polotow, Carmichael & Griswold, 2015 : « Total evidence analysis of the phylogenetic relationships of Lycosoidea spiders (Araneae, Entelegynae). » Invertebrate Systematics, vol. 29, p. 124-163.